# مبيد أعشاب

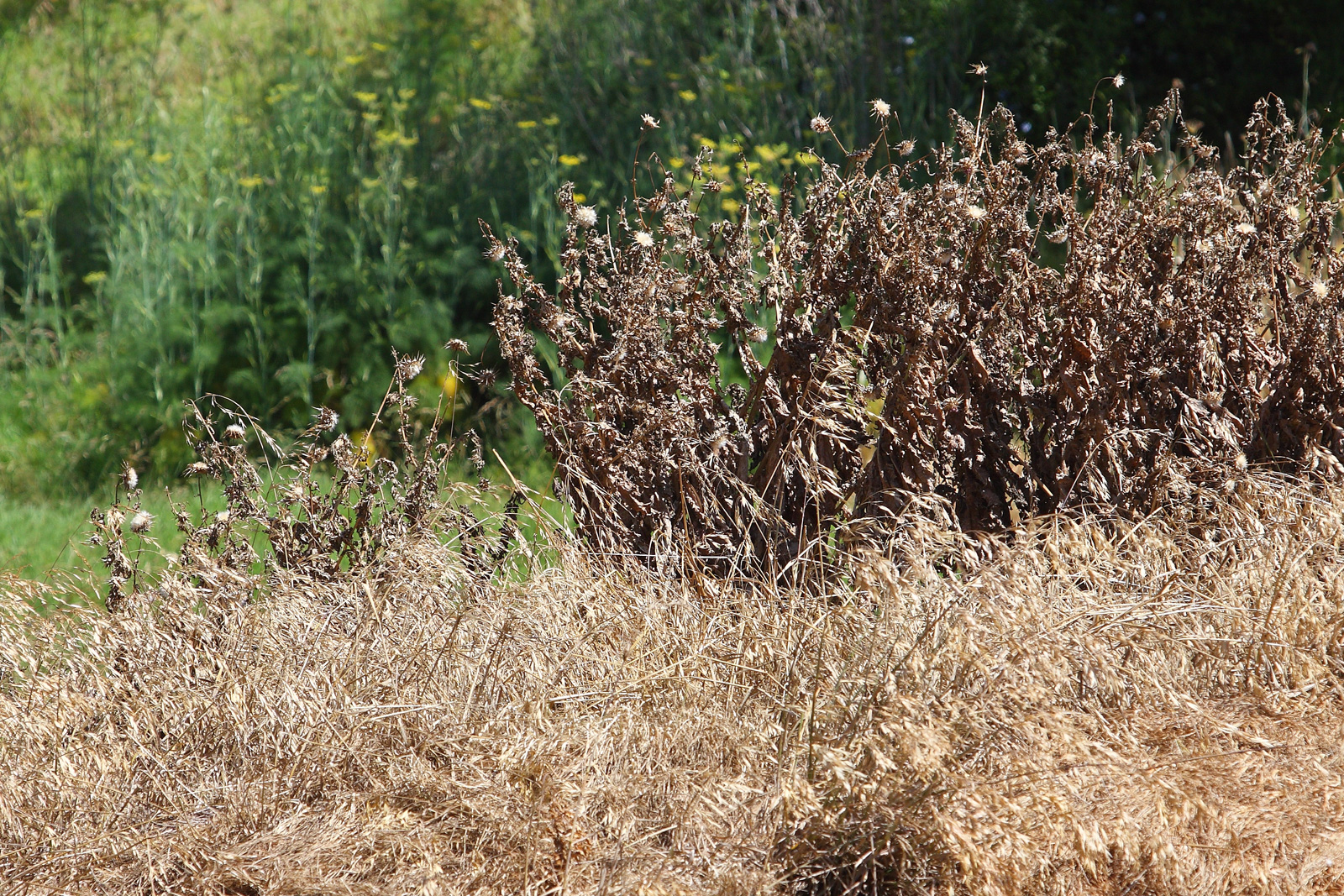
السيطرة على الحشائش بمبيدات الأعشاب

مبيد عشبي أو مبيد الأعشاب أو مبيد النباتات الضارة هي المواد المستخدمة للسيطرة على النباتات غير المرغوب فيها. تتحكم مبيدات الأعشاب الانتقائية في أنواع معينة من الحشائش، بينما تترك المحصول المرغوب دون أن يصاب بأذى نسبيًا، بينما يمكن استخدام مبيدات الأعشاب غير الانتقائية (تسمى أحيانًا مبيدات الأعشاب الكلية في المنتجات التجارية) لإزالة النباتات والأعشاب معا حيث تقتل جميع المواد النباتية التي تتلامس معها. بصرف النظر عن التصنيف الانتقائي وغير الانتقائي، تشمل التصنيفات المهمة الأخرى: الثبات (المعروف أيضًا باسم الإجراء المتبقي : مدة بقاء المنتج في مكانه ويظل نشطًا) ، وسائل الامتصاص (سواء تم امتصاصه بواسطة أوراق الشجر الموجودة فوق الأرض فقط أو من خلال الجذور ، أو بوسائل أخرى) ، وآلية العمل. أما من الناحية التاريخية فقد تم استخدام منتجات مثل الملح الشائع والأملاح المعدنية الأخرى كمبيدات للأعشاب، إلا أن هذه المنتجات تراجعت تدريجياً، وفي بعض البلدان تم حظر عدد منها بسبب ثباتها في التربة والسمية ومخاوف من تلوث المياه الجوفية. كما استخدمت مبيدات الأعشاب في الحروب والنزاعات.
غالبًا ما تكون مبيدات الأعشاب الحديثة عبارة عن محاكيات اصطناعية لهرمونات نباتية طبيعية تتداخل مع نمو النباتات المستهدفة. أصبح مصطلح مبيدات الأعشاب العضوية يعني مبيدات الأعشاب المعدة للزراعة العضوية. تنتج بعض النباتات أيضًا مبيدات الأعشاب الطبيعية الخاصة بها، مثل جنس Juglans ( الجوز ) ، أو شجرة الجنة؛ يسمى هذا العمل لمبيدات الأعشاب الطبيعية والتفاعلات الكيميائية الأخرى ذات الصلة، باسم allelopathy (تضاد بيوكيميائي). بسبب مقاومة مبيدات الأعشاب - وهي مصدر قلق كبير في الزراعة - يجمع عدد من المنتجات بين مبيدات الأعشاب ووسائل العمل المختلفة. قد تستخدم الإدارة المتكاملة للآفات مبيدات الأعشاب جنبًا إلى جنب مع طرق مكافحة الآفات الأخرى.
في الولايات المتحدة في عام 2012، كان حوالي 91 ٪ من جميع استخدامات مبيدات الأعشاب التي تم تحديدها، كان استخدامها في الزراعة. :12في عام 2012، بلغ إجمالي الإنفاق العالمي على مبيدات الآفات ما يقرب من 24.7 مليار دولار؛ وشكلت مبيدات الأعشاب حوالي 44٪ من تلك المبيعات وشكلت الجزء الأكبر، تليها المبيدات الحشرية ومبيدات الفطريات والمبخرات. :5تُستخدم مبيدات الأعشاب أيضًا في الغابات،  حيث تم العثور على تركيبات معينة لقمع أنواع الأخشاب الصلبة لصالح الصنوبريات بعد القطع،  وكذلك أنظمة المراعي، وإدارة المناطق المخصصة كموائل للحياة البرية.